# Aruba Amateur Radio Club
Der Aruba Amateur Radio Club (AARC), deutsch „Arubischer Amateurfunkverband“, ist die Vereinigung der Funkamateure auf Aruba. Obwohl diese Karibikinsel kein souveräner Staat ist, genießt sie vollkommene innere Autonomie und stellt im Amateurfunk eine eigenständige Entität dar.

## Geschichte
Der AARC wurde 1957 gegründet. Sein Sitz ist in Pos Chikito, einer Kleinstadt an der Südwestküste von Aruba etwa 7 km südlich der Hauptstadt Oranjestad. Die Klubstation des AARC mit dem Rufzeichen P43ARC befindet sich dort im Spaans Lagoenweg Nr. 12 unweit des Strandes und der Spanischen Lagune.
Der AARC veranstaltet Amateurfunkwettbewerbe (Contests) und vergibt ein spezielles Amateurfunkdiplom, den Aruba Award.
Der AARC ist Mitglied in der International Amateur Radio Union (IARU Region 2), der internationalen Vereinigung von Amateurfunkverbänden, und vertritt dort die Interessen der Funkamateure der Insel.